# 통큰서체
통큰서체는 롯데마트에서 배포하는 글꼴이다.